# Torre de Piniés
La Torre de Piniés es uno de los Fuertes Neomedievales del siglo XIX construidos para asegurar la linde fronteriza de la ciudad española de Ceuta. Es un BIC.

## Historia
Fue construido entre 1862 y 1864, reformado en 1866, y adoptaría la morfología definitiva en 1877. Fue proyectado por el Comandante de Ingenieros Mendicuti. Fue nombrado en honor a Antonio de Piniés y Lasierra

## Descripción
Es un fuerte de estilo neomedieval para 40 hombres, construido con una tipología de torre circular de gran altura, dos plantas y batería, con un escalera central. Dispone de un foso circular seco, matacanes y almenas.
Está construido en hormigón y cal, mampostería, ladrillo macizo y sillarejo.